# Louis-Hippolyte Boileau

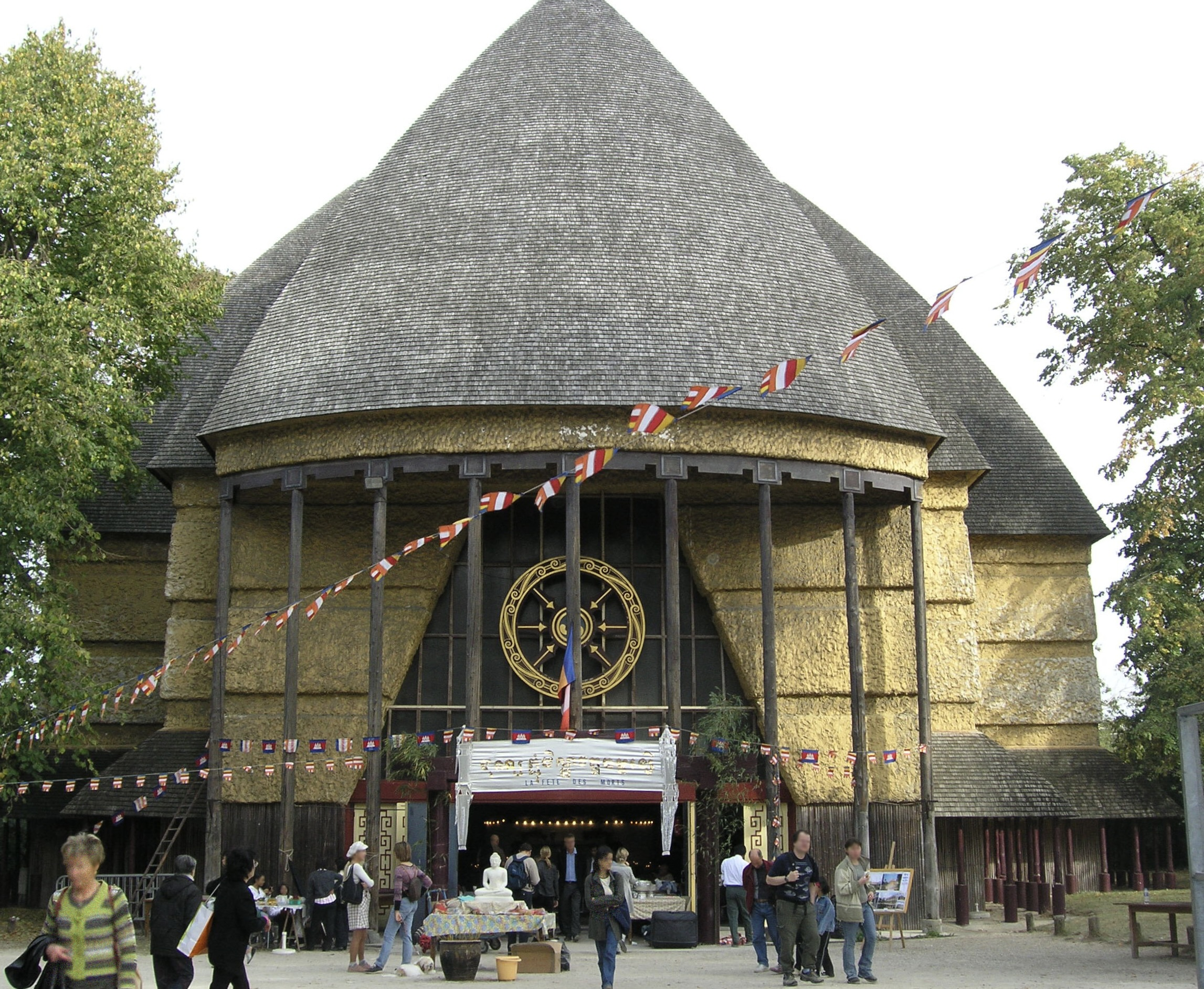
Pavelló de Togo a lExposition coloniale internationale (1931) al bosc de Vincennes.

Louis-Hippolyte Boileau (1898-1948) va ser un arquitecte francès.

## Principals realitzacions
- 1922 - Església de Cutry.[1]

- 1925 - Monument als morts de la guerra 1914-18 de Longwy.[2]

- 1925 - Restaurant Prunier (avinguda Victor-Hugo, 16, París, 16è districte).

- 1925 - Va participar en l'Exposició Art déco a París.

- 1931 - Pavellons de Togo[3] (actual pavelló del centre budista al bosc de Vincennes) i del Camerun a l'Exposició colonial de 1931 amb Charles Carrière.

- 1937 - Palau de Chaillot en participació.

- 1937 - L'entrada del Parc des expositions de la porte de Versailles amb Léon Azéma.